# انتخابات مجلس الأمن التابع للأمم المتحدة 1985
أُجريت انتخابات مجلس الأمن التابع للأمم المتحدة لعام 1985 في 17 أكتوبر 1985 خلال الدورة الأربعين للجمعية العامة للأمم المتحدة، التي عقدت في مقر الأمم المتحدة في مدينة نيويورك. انتخبت الجمعية العامة بلغاريا والكونغو وغانا والإمارات العربية المتحدة وفنزويلا أعضاءً غير دائمين في مجلس الأمن التابع للأمم المتحدة لمدة عامين تبدأ في 1 يناير 1986. شهد عام 1985 أول انتخاب للكونغو والإمارات العربية المتحدة لعضوية المجلس.

## القواعد
يتألف مجلس الأمن من 15 مقعدا، يشغلها خمسة أعضاء دائمين وعشرة أعضاء غير دائمين. وفي كل عام، يتم انتخاب نصف الأعضاء غير الدائمين لمدة عامين.   ولا يجوز للعضو الحالي أن يترشح على الفور لإعادة انتخابه. 
وفقًا للقواعد التي يتم بموجبها تناوب المقاعد العشرة غير الدائمة في مجلس الأمن بين الكتل الإقليمية المختلفة التي تقسم إليها الدول الأعضاء في الأمم المتحدة تقليديًا لأغراض التصويت والتمثيل،  يتم تخصيص المقاعد الخمسة المتاحة على النحو التالي:
- مقعدان للدول الإفريقية (تشغله مصر وفولتا العليا)
- مقعد للمجموعة الآسيوية (الآن مجموعة آسيا والمحيط الهادئ)[5]، لـ"المقعد العربي" (تشغله الهند)
- مقعد لأمريكا اللاتينية ومنطقة البحر الكاريبي (تشغله البرازيل)
- مقعد لمجموعة أوروبا الشرقية (تشغله جمهورية أوكرانيا الاشتراكية السوفياتية)

ولكي يتم انتخابه، يجب أن يحصل المرشح على أغلبية ثلثي الحاضرين والمصوتين. إذا كان التصويت غير حاسم بعد الجولة الأولى، فسيتم إجراء ثلاث جولات من التصويت المقيد، تليها ثلاث جولات من التصويت غير المقيد، وهكذا، حتى يتم الحصول على نتيجة. في التصويت المقيد، لا يجوز التصويت إلا على المرشحين الرسميين، بينما في التصويت غير المقيد، يجوز التصويت على أي عضو في مجموعة إقليمية معينة، باستثناء أعضاء المجلس الحاليين.

## النتيجة
| الدولة                   | الجولة الأولى | الجولة الثانية | الجولة الثالثة | الجولة الرابعة |
| بلغاريا                  | 135           | —              | —              | —              |
| جمهورية الكونغو الشعبية  | 133           | —              | —              | —              |
| فنزويلا                  | 131           | —              | —              | —              |
| الإمارات العربية المتحدة | 126           | —              | —              | —              |
| ليبيريا                  | 87            | 70             | 59             | 46             |
| غانا                     | 45            | 81             | 94             | 109            |
| الكاميرون                | 7             | —              | —              | —              |
| ألمانيا الشرقية          | 2             | —              | —              | —              |
| باكستان                  | 2             | —              | —              | —              |
| سوريا                    | 2             | —              | —              | —              |
| بنغلاديش                 | 1             | —              | —              | —              |
| بوليفيا                  | 1             | —              | —              | —              |
| بوروندي                  | 1             | —              | —              | —              |
| كوبا                     | 1             | —              | —              | —              |
| جمهورية الدومينيكان      | 1             | —              | —              | —              |
| الغابون                  | 1             | —              | —              | —              |
| جامايكا                  | 1             | —              | —              | —              |
| اليابان                  | 1             | —              | —              | —              |
| المكسيك                  | 1             | —              | —              | —              |
| موزمبيق                  | 1             | —              | —              | —              |
| ممتنعون                  | 1             | 1              | 0              | 0              |
| بطاقات الاقتراع الباطلة  | 1             | 4              | 1              | 1              |
| الأغلبية المطلوبة        | 98            | 101            | 102            | 104            |

## روابط خارجية
- وثيقة الأمم المتحدة A/59/881 مذكرة شفوية من البعثة الدائمة لكوستاريكا تحتوي على سجل لانتخابات مجلس الأمن حتى عام 2004